# Pokémon Chronicles
Pokémon Chronicles è uno spin-off, ideato negli Stati Uniti d'America dell'anime Pokémon. Pokémon Chronicles non costituisce propriamente una serie, ma è un gruppo di episodi autoconclusivi incentrati su personaggi secondari del cartone animato, tra cui Gary Oak, Richie o la famiglia di Brock. La sigla italiana è scritta da Alessandra Valeri Manera (testo), Max Longhi e Giorgio Vanni (musica) e interpretata da quest'ultimo insieme a Cristina D'Avena, Cristina Paltrinieri e i Piccoli Artisti Accademia New Day, diretti da lei.

## Distribuzione
La serie è stata realizzata negli Stati Uniti, dove è uscita anche in versione DVD, ed è composta da 22 episodi. Nel Regno Unito è stata trasmessa dall'11 maggio al 5 ottobre 2005, in Canada è stata trasmessa ogni venerdì a partire dal 9 settembre 2005 e in Italia è stata trasmessa ogni sabato su Italia 1, a partire dal 21 ottobre 2006. Successivamente la stessa rete ha proposto gli episodi anche la domenica dal 31 dicembre dello stesso anno. A partire dal 28 febbraio 2010 Italia 1 ha trasmesso nuovamente in replica, ogni domenica mattina, le puntate di Pokémon Chronicles.

### Pokémon Hōsō
In Giappone alcuni degli episodi speciali conosciuti in Occidente tramite la serie Chronicles andarono in onda nel segmento dedicato alle repliche di episodi già trasmessi di Pokémon Hōsō (週刊ポケモン放送局?, Shūkan Pokémon Hōsōkyoku), un programma televisivo giapponese dedicato ai Pokémon presentato da Misty e Brock. Trasmesso su TV Tokyo a cadenza settimanale dal 15 ottobre 2002 al 28 settembre 2004 per 91 puntate, oltre alle repliche o agli episodi speciali il programma si componeva di uno spettacolo in studio in cui un uomo vestito da Treecko si occupa di far divertire i telespettatori e un gruppo di bambini. I 18 episodi speciali trasmessi attraverso questo programma sono conosciuti in Giappone anche come Pocket Monsters Side Stories (ポケットモンスター サイドストーリー?, Poketto Monsutā Saido Sutōrī).

## Episodi
| Nº  | Titolo italiano Giapponese 「Kanji」 - Rōmaji - Titolo inglese | In onda           | In onda                                         |
| Nº  | Titolo italiano Giapponese 「Kanji」 - Rōmaji - Titolo inglese | Giapponese        | Italiano                                        |
| 1–3 | Il leggendario Pokémon tuono / Ragazzi coraggiosi / Il cristallo magnetico 「ポケットモンスタークリスタル・ライコウ 雷の伝説」 - Poketto Monsutā Kurisutaru: Raikou Kaminari no Densetsu – "The Legend of Thunder! (Part 1–3)"        | 30 dicembre 2001  | 21 ottobre 2006 28 ottobre 2006 4 novembre 2006 |
| 1–3 | Prima apparizione di Jimmy e Marina. |                   |                                                 |
| 4   | Le vacanze invernali di Pikachu: Dilemma Delibird 「デリバードのプレゼント」 - Deribādo no Purezento – "Pikachu's Winter Vacation: Delibird Dilemma"Pupazzo Snorlax 「ホワイトストーリー」 - Howaito Sutōrī – "Snorlax Snowman"       | 22 dicembre 2000  | 11 novembre 2006                                |
| 5   | La famiglia di Brock 「タケシ！ニビジムをすくえ！」 - Takeshi! Nibi Jimu wo sukue! – "A Family That Battles Together, Stays Together!"                                                                                                | 3 dicembre 2002   | 18 novembre 2006                                |
| 5   | Brock lascia alla sua palestra Geodude, Onix, Crobat e parte per Hoenn. |                   |                                                 |
| 6   | Blu ceruleo 「ハナダジムのリベンジマッチ」 - Hanada Jimu no Ribenji Matchi! – "Cerulean Blues" | 10 dicembre 2002  | 25 novembre 2006                                |
| 6   | Misty cattura Gyarados e diventa capopalestra di Celestopoli. |                   |                                                 |
| 7   | Noi non siamo angeli! 「がんばれ！前向きロケット団」 - Ganbare! Maemuki Roketto-dan! – "We're No Angels" | 17 dicembre 2002  | 2 dicembre 2006                                 |
| 8   | Regolamento di conti al laboratorio di Oak 「オーキド邸 だいけっせん!」 - Ōkido-yashiki daikessen! – "Showdown at the Oak Corral" | 14 giugno 2003    | 9 dicembre 2006                                 |
| 8   | Butch e Cassidy tentano di rubare i Pokémon presenti nel laboratorio del Professor Oak approfittando della distrazione dello scienziato e di Tracey. I membri del Team Rocket vengono tuttavia ostacolati dai Pokémon di Ash Ketchum. |                   |                                                 |
| 9   | La medaglia blu del coraggio 「カスミ！ブルーバッジをゲットせよ!!」 - Kasumi! Burū Bajji o Getto se yo! – "The Blue Badge of Courage"                                                                                                 | 25 febbraio 2003  | 16 dicembre 2006                                |
| 9   | Misty viene sfidata da Sakura, un'allenatrice di Amarantopoli. Essendo tuttavia priva di medaglie, la capopalestra si reca dall'artigiano insieme a Sakura e Tracey per procurarsele.                                                 |                   |                                                 |
| 10  | Oak addormentato 「ポケモン捜査網！オーキド博士をさがせ!!」 - Pokemon sousa! Ōkido-hakase o sagase!! – "Oaknapped" | 8 aprile 2003     | 23 dicembre 2006                                |
| 11  | Un appuntamento con Delcatty 「カスミ真剣勝負！命かけます!?」 - Kasumi Shinken Shoubu! Mei Kakemasu!? – "A Date With Delcatty" | 2 settembre 2003  | 30 dicembre 2006                                |
| 11  | Misty e Casey salvano il Delcatty di Giorgio da Butch e Cassidy. |                   |                                                 |
| 12  | Salviamo il Centro Pokémon 「もうひとつのセレビィ伝説」 - Mou Hitotsu no Serebī Densetsu – "Celebi and Joy" | 7 ottobre 2003    | 31 dicembre 2006                                |
| 12  | Con l'aiuto del Pokémon leggendario Celebi, Richie viaggia indietro nel tempo per impedire gli eventi che porteranno alla demolizione di un Pokémon Center.                                                                           |                   |                                                 |
| 13  | L'accademia del Team Rocket 「ロケット団 愛と青春の原点」 - Roketto-Dan Ai to Seishun no Genten – "Training Daze" | 30 settembre 2003 | 6 gennaio 2007                                  |
| 13  | Un lungo flashback mostra come Jessie, James e Meowth diventarono a tutti gli effetti membri del Team Rocket. |                   |                                                 |
| 14  | Un Pokémon per Gilbert 「マサラタウン、ポケモントレーナーの旅立ち」 - Masara Taun, Pokemon Torēnā no Tabidachi! – "Journey to the Starting Line"                                                                                      | 14 ottobre 2003   | 7 gennaio 2007                                  |
| 14  | Gilbert, il figlio del sindaco di Biancavilla, si reca al laboratorio del Professor Oak per ottenere il suo Pokémon iniziale, ma i tre Pokémon fuggono a causa di un incidente provocato dai Tauros di Ash.                           |                   |                                                 |
| 15  | Il ritorno di Aerodactyl 「ポケモン研究者シゲルと復活のプテラ」 - Pokemon Kenkyūsha Shigeru to Fukkatsu no Putera – "Putting the Air Back in Aerodactyl"                                                                              | 16 marzo 2004     | 13 gennaio 2007                                 |
| 15  | Gary Oak deve salvare un Aerodactyl clonato dall'Ambra Antica dalle mire di Butch e Cassidy. |                   |                                                 |
| 16  | Amore subacqueo 「カスミとラブカス！ラブバトル」 - Ten Kakeru Densetsu Hiroshi to Faiyā! – "Luvdisc is a Many Splendored Thing" | 14 settembre 2004 | 14 gennaio 2007                                 |
| 17  | Una sferzata di vitalità 「ナナコとリザードン！炎の猛特訓！」 - Nanako to Rizādon! Honoo no Mōtokkun! – "Those Darn Electabuzz!" | 21 settembre 2004 | 20 gennaio 2007                                 |
| 17  | Casey aiuta il suo giocatore di baseball preferito, Cory, a ridare coraggio al suo Charizard Dan. |                   |                                                 |
| 18  | Sulle tracce della leggenda 「天駆ける伝説 ヒロシとファイヤー！」 - Ten Kakeru Densetsu Hiroshi to Faiyā! – "The Search for the Legend"                                                                                               | 28 settembre 2004 | 21 gennaio 2007                                 |
| 18  | Richie e l'allenatore Silver devono salvare il Pokémon leggendario Moltres da Butch e Cassidy. |                   |                                                 |
| 19  | Meowth e il monumento 「出会いのミレニアムタウン」 - Deai no Mireniamu Taun – "Of Meowth and Pokémon"「アルバイトはたいへんニャース!?」 - Arubaito wa taihen Nyāsu!? – "Of Meowth and Pokémon"                                        | 4 marzo 2003      | 27 gennaio 2007                                 |
| 19  | Meowth del Team Rocket si prende una vacanza e cerca di erigere un monumento a se stesso nella città dei Fratelli Pichu. |                   |                                                 |
| 20  | Litigio tra fratelli 「ぼくたちピチューブラザーズ・風船騒動」 - Boku-tachi Pichū Burazāzu Fūsen Sōdō – "Trouble in Big Town" | 22 dicembre 2000  | 28 gennaio 2007                                 |
| 20  | I Fratelli Pichu litigano fra loro ed i loro amici Pokémon tenteranno di riportare la pace. |                   |                                                 |
| 21  | Le piccole, grandi avventure di Meowth 「迷探偵ニャース参上!」 - Meitantei Nyāsu Sanjyo! – "Big Meowth, Little Dreams"「メイッコルリリは大迷惑?」 - Meikko Ruriri Daimeiwaku? – "Big Meowth, Little Dreams"                           | 17 giugno 2003    | 3 febbraio 2007                                 |
| 21  | Le vacanze di Meowth si avviano alla fine, ma il suo sandwich viene rubato da un Kecleon. |                   |                                                 |
| 22  | Le vacanze invernali di Pikachu: Natale con i Pokémon 「クリスマスであそぼ!」 - Kurisumasu de Asobo! – "Pikachu's Winter Vacations: Christmas Night"Divertimento sulla neve 「雪であそぼ！」 - Yuki de Asobo! – "Winter Games"        | 22 dicembre 1998  | 4 febbraio 2007                                 |